# Akvitánie
Akvitánie (francouzsky Aquitaine) je bývalý francouzský region, který byl rozdělen na pět departementů: Dordogne, Gironde, Landes, Lot-et-Garonne a Pyrénées-Atlantiques. Akvitánie nese název bývalého Akvitánského vévodství, jehož vymezení však bylo zcela odlišné. Od roku 2016 byl spolu s regiony Limousin a Poitou-Charentes sloučen do nového regionu Nové Akvitánie.
Významnou historickou postavou tohoto regionu je Eleonora Akvitánská – akvitánská vévodkyně, pozdější královna Francie i Anglie, dcera Viléma X. Akvitánského, manželka Ludvíka VII. později Jindřicha II. Plantageneta a matka známého anglického krále Richarda Lví srdce.

## Poloha
Region Akvitánie ležel na jihozápadě Francie u Atlantského oceánu a sousedil s regiony Poitou-Charentes, Limousin, Midi-Pyrénées a na jihu se Španělskem.

## Geografie
Velké území oblasti je pokryto lesy – les Landes. Významnou plochu zabírají vinice a orná půda. Při hranicích se Španělskem zasahují na území regionu Pyreneje. Hlavními řekami jsou Garonna, Dronne, Dordogne, Leyre, Adour a Lot. Při pobřeží leží jezera Lac d'Hourtin, Lac de Lacanau, Lac de Cazaux, Lac de Sanguinet, Lac de Biscarrose a Lac d'Aureilnan. Pobřeží Atlantského oceánu má délku asi 270 kilometrů, není členité, výjimkou je zátoka u města Arcachon.
Většími městy, kromě Bordeaux, jsou Bayonne, Pau, Mont-de-Marsan, Agen, Libourne, Bergerac a Périgueux.

## Dějiny

### Prehistorie
Oblast historického území Akvitánie či jeho příhraničí se řadí k těm, které nám poskytují zajímavé informace o osídlení Evropy už od nejstarších dob. Na nálezy z období středního a mladšího paleolitu je pak obzvlášť bohatý departement Dordogne, kde byla učiněna řada objevů v různých jeskynních lokalitách. V departementu Charente v jeskyni Fontéchevade byly nalezeny fragmenty lebky patřící protoneandrtálci, i když nálezy nebyly zcela průkazné. Nejstarší pravěká kultura spojena s nálezy neandrtálce nese svůj název podle jeskyně Le Moustier v Dordogne (kultura Moustérien), podobně pak kultura Micoquien nese svůj název po lokalitě La Micoque. Kostry osmi neandrtálců byly nalezeny v jeskyni La Ferrassie západně od řeky Vézère, přítoku Dordogne. U obce Tursac se nalézá lokalita Abri de la Madeleine, která dala jméno nejmladší kultuře mladšího paleolitu – kultuře Magdalénien. Z této oblasti také pochází tzv. Žena s rohem správněji Venuše z Laussel, patřící ke kultuře Gravettien. Nejedná se však o klasickou Venuši. Severněji po řece Vézère se nachází jeskynní komplex Lascaux, zapsaný na seznam světového dědictví UNESCO pro svoje ojedinělé jeskynní malby, naopak jižně od Tursacu je místo objevení nejstaršího člověka Homo sapiens sapiens, známého také jako člověk kromaňonský.

### Římské a germánské období

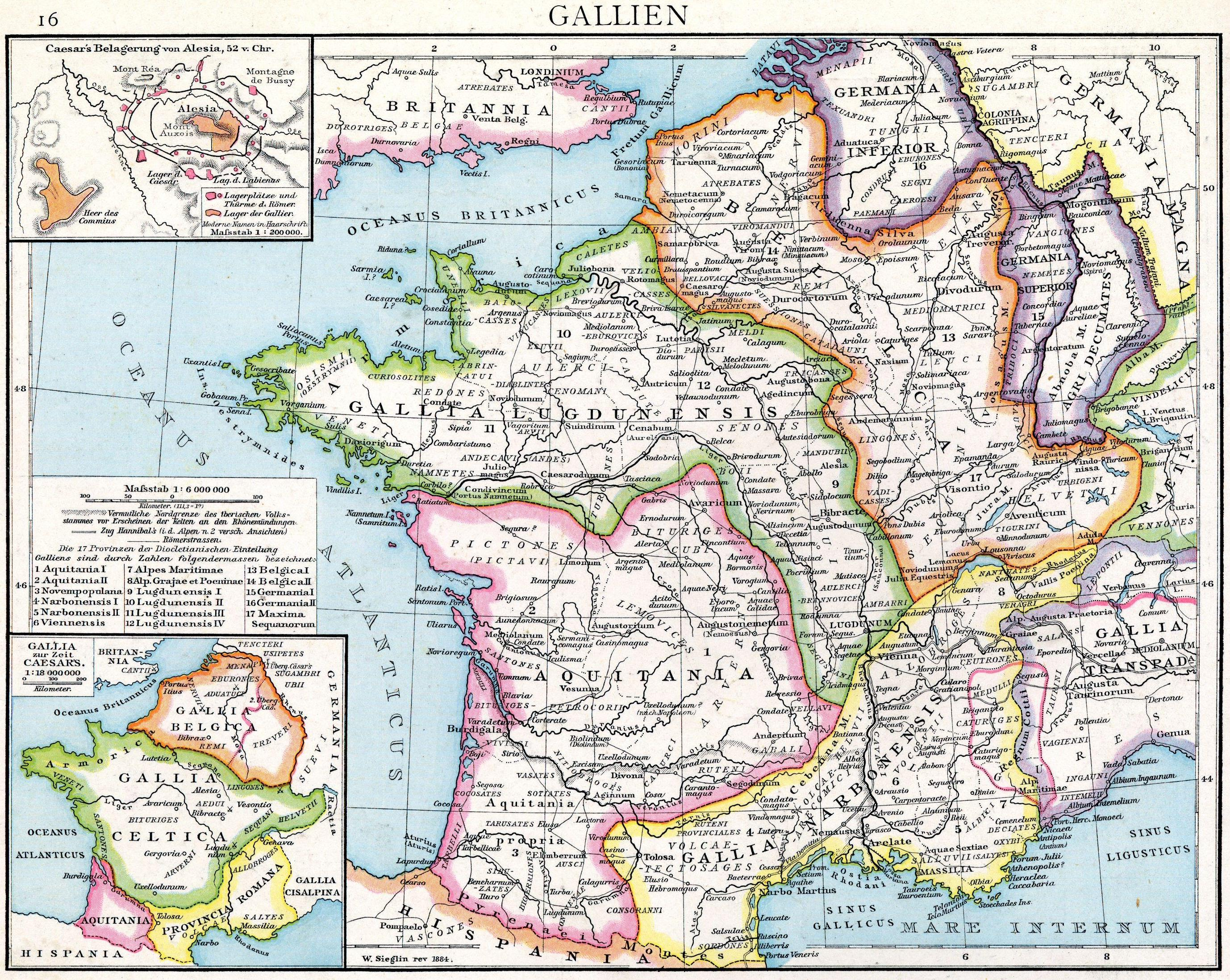
Vývoj Akvitánie a Galie v době Římské říše

Nejstarší známí obyvatelé starověké Akvitánie (pozdější oblasti Gaskoňsko) na sever od Pyrenejí až k řece Garonně byli Akvitánci, hovořící akvitánským jazykem náležejícím k předindoevropským izolovaným jazykům, příbuzným s iberštinou a blízký dnešní baskičtině. Zbývající území historické Akvitánie bylo součástí keltské Galie, osídlené Galy nejpozději v 7. století př. n. l. a jak uvádí Strabón, spisovatel starověkého Řecka, Akvitánci a Galové se lišili jak vzhledem, tak i jazykem. Akvitánských kmenů bylo přibližně 20 a 12 galských.
Do područí Římské říše se Akvitánie dostala během galských válek vedené v letech 58 až 50 př. n. l. Gaiem Juliem Caesarem, kdy roku 56 př. n. l. byli Akvitánci a pomocné sbory z Baskicka v čele s místním vládcem Adiatuanem poraženi římským velitelem Publiem Liciniem Crassem, synem triumvira Marcuse Licinia Crassa
V roce 27 př. n. l. provedl římský císař Augustus správní reformu na území Galie. Nově vytvořená provincie Gallia Aquitania zahrnovala nejen dřívější oblast pod Pyrenejemi, ale nově i území sahající až k Loiře, takže její rozloha se rozrostla na zhruba třetinu dřívější Galie.
Roku 297 došlo za císaře Diokleciána k další reorganizaci Římské říše, kdy byla Gallia Aquitania rozdělena na Aquitania Prima, Aquitania Secunda a Novempopulania, ta se rozprostírala na území dřívější caesarské Akvitánie a stále si udržovala svoji jazykovou odlišnost. V 7. století se přeměnila v Gaskoňské vévodství. Aquitania I a II téměř odpovídaly velikosti středověkého Akvitánského vévodství.
Poslední den roku 406 překročilo zamrzlý Rýn nebývalé množství germánských kmenů, které se postupně, ale nezávisle přesouvaly celou západní částí Římské říše, což bylo provázeno pustošením, kterému se nevyhnula ani oblast Akvitánie.
Germánský kmen Vizigótů získal roku 376 na území Římské říše od císaře Valense azyl, ale již roku 378 se římské a vizigótské vojsko střetlo v bitvě u Adrianopole, kde byli Římané jasně poraženi. V roce 410 vizigótské vojsko vyplenilo Řím, ale císař Honorius ve snaze najít kompromis, nabídl novému vládci vizigótského lidu Athaulfovi v pozici foederátů území v západní Galii – Akvitánii. Od roku 412 se Vizigóti usadili v pásu země od města Tolosa až k ústí řeky Garonna a roku 418 získal vůdce Vizigótů Wallia celé území dřívější Aquitania Secunda (západní část Akvitánie) a Novempopulanii. Do roku 475 vizigótští králové ovládli celé zbývající území Akvitánie, západní část provincie Gallie Narbonensis ovládli mezi léty 466–477. Roku 476 se západní část Římské říše zcela rozpadla a zanikla.
Na severní hranici vizigótského království se začal formovat nový germánský stát Franků. Jejich král Chlodvík I. na jaře roku 507 porazil Vizigóty v bitvě u Vouillé, kteří tím ztratili celé území Akvitánie. Zbytek jejich království za Pyrenejemi ovládli Frankové mezi léty 531–553. Vizigóti si udrželi pouze území Septimánie při pobřeží Středozemního moře.

### Merovejská Akvitánie

Gundovaldova uzurpace Akvitánie 584–585

Akvitánie se řadila k hospodářky silným částem římské říše v čele s galo-románskou velkostatkářskou aristokracií i klérem. Vše se odehrávalo pod nadvládou ariánských Vizigótů. To se změnilo až vítězstvím Franků, kteří byli katolického vyznání jako domácí obyvatelstvo.
Merovejovská dynastie se řídila salický právem, což v praxi znamenalo, že po smrti panovníka se území rozdělilo mezi jeho mužské potomky. Takže po smrti Chlodvíka I. roku 511 se Franská říše rozdělila mezi jeho syny. Jestliže mělo tradiční území Franků předem jistou dělbu na územní jednotky (Neustrie a Austrasie), zbytek říše bylo děleno bez většího ohledu na historická území. Akvitánie (včetně dřívější Novempopulanie se roztříštila na tři části stýkající se přibližně na dnešní hranici departamentů Vienne, Haute-Vienne a Charente. Akvitánie jako celek ztratila téměř na dvě století svoji identitu i důležitost, i když pro svoji odlehlost (a to platilo především pro vzdálenější území za řekou Garonnou se stala lákavým místem pro nejrůznější uzurpátory.
Roku 555 zemřel franský král Theobald sídlící v Remeši, ke kterému patřilo i území západní části Akvitánie. Celé dědictví po mladém bezdětném králi zabral jeho prastrýc Chlothar I. a do Akvitánie vyslal syna Chrama († 560) jako správce. Ten však překročil svoji pravomoc a za podpory strýce Childeberta I., franského krále v Paříži, se pokusil zmocnit centrální části Akvitánie. Lstí sice přiměl své nevlastní bratry Chariberta I. a Guntrama k odchodu, ale po smrti strýce Childeberta roku 558 utekl do Bretaně, odkud spolu s králem Conomorem škodil svému otci. Frankové je porazili, Chram byl chycen a zabit, jeho ženu a děti uvěznili v jednom přístřeší, které zapálili.

Akvitánské království Charibeta II.

Po smrti Chlotara I. roku 561 byla říše rozdělena podobně jako v minulosti, ale spory mezi bratry, které měly na svědomí jejich manželky, Brunhilda a Fredegunda, království značně oslabily. Již v roce 582 se objevil jistý Gundovald na pozvání velmože Guntrama Bosa. Gundovald dlouhou dobu pobýval v Byzantské říši, kam utekl ze své vlasti. Když byl dítě, jeho matka přišla za králem Childebertem, aby se ho ujal s tím, že Gundovald je synem krále Chlothara, který ho však odvrhl. Chlothar svého bratra požádal o vydání Gundovalda a opět ho zapřel. Kněžskému údělu unikl nelegitimní Gundovald útěkem ze země. Po jeho návratu do země ho velmož Guntram Boso oloupil o část pokladu, který si přivezl. I tak si našel mezi aristokracií v Akvitánii četné příznivce a jeho moc začala růst. Roku 584 byl provolán králem a si uzurpovat města. Nakonec byl nucen se i s vojskem stáhnout za řeku Garonnu, stále pronásledovaný vojsky krále Guntrama. Ve městě Comminges ho jeho spojenci zradili a vydali poslům Guntrama. Mezi těmi byl i Guntram Boso, který mu v krátké potyčce roztříštil hlavu kamenem. Obránci pevnosti byli zmasakrováni a později za svoji zradu neunikl královské pomstě ani Guntram Boso.
V posledních dvou desetiletích 6. století začaly přes Pyreneje pronikat Baskové. Merovejští králové tak roku 602 zřídili vévodství Wasconia, které sahalo až přes Pyreneje do Hispánie. Roku 629 po smrti Chlotara II. nový král Dagobert ustanovil nevlastního bratra Chariberta II. králem Akvitánie. Byl to první legitimní vládce s tímto titulem, ale jeho území tvořila dřívější Novempopulanie, území budoucího hrabství Toulouse a jihozápadní část Akvitánie. Roku 632 se stal Charibert II. pro Dagoberta nepohodlným, a tak ho dal zavraždit; krátce nato i jeho syna. Dagobert I. zemřel roku 639 a moc vládnoucí dynastie začala pozvolna upadat a přecházet do rukou majordomů. Roku 660 byl vévodou Akvitánie ustanoven jistý Felix, velmož z Toulouse galorománského původu.